# Franz von Bernus
Franz Alfred Jakob Bernus (* 14. Oktober 1808 in Frankfurt am Main; † 17. März 1884 in Abtei Neuburg), seit 1863 Freiherr von Bernus, war ein vermögender Kaufmann, Politiker, Kunstsammler, Mäzen und Senator der Freien Stadt Frankfurt mit starken kaiserlich-österreichischen Bindungen.

## Vorfahren
Die Vorfahren seiner Familie waren Glaubensflüchtlinge, die einst von Italien über die Niederlande zunächst nach dem reformierten Hanau zogen und dann – bereits vermögend – in die lutherische Freie Reichsstadt Frankfurt am Main.
Seine Eltern waren Friedrich Alexander Bernus (* 1778 Frankfurt; † 1867 ebenda) und dessen erste Ehefrau Therese Alexandrine Chamot. Nach dem Tod der Mutter am 12. Mai 1815 heiratete sein Vater 1818 Rebekka „Becky“ Maria Coleman MacGregor of Inneregny (* 1788 in Hamburg; † 1876 in Frankfurt).

## Leben
Einen großen Teil seiner Jugend verbrachte er im Ausland, besonders in England und Italien, später auch in Russland. Seine Aufenthalte in Italien erweiterten sein Verständnis für Kunst und Literatur, seine Aufenthalte im sich rasant entwickelnden England schärften seinen Blick für wirtschaftliche Fragen, wie er damals im sich träge entwickelnden Deutschland noch nicht häufig war. Für diese Fähigkeiten wurde er 1853 in den Senat der Freien Stadt Frankfurt gewählt, deren Entwicklung zur Großstadt er mit voraussah. Er drängte besonders auf die rechtzeitige Schaffung günstiger Verkehrswege mittels der Eisenbahn sowie für ausreichende Brückenanlagen. Damals war die alte Mainbrücke noch die einzige Verbindung der beiden Ufer. Auch die Münzproblematik verfolgte er mit sachkundigem Interesse. Die erweiterte Wasserversorgung durch die Erschließung der Quellen des Vogelsberges hatte in ihm einen nachhaltigen Förderer.

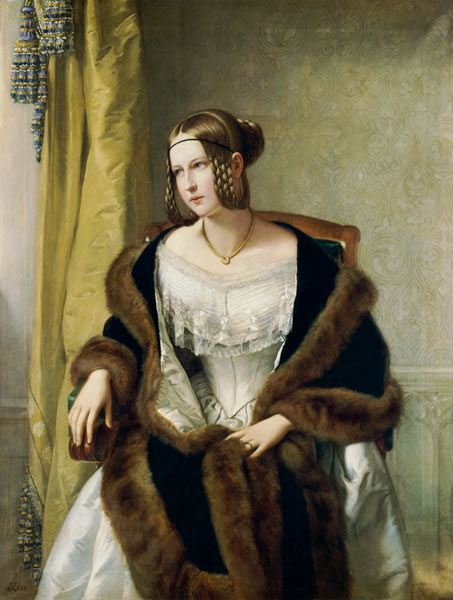
Philipp Veit: Bildnis der Freifrau von Bernus (1838)

Am 15. November 1836 heiratete Bernus Marie Cornelie Magdalene du Fay (* 13. Juli 1819 in Frankfurt am Main; † 6. Oktober 1887), die aus einer wohlhabenden großbürgerlichen Frankfurter Familie mit calvinistisch geprägten Vorfahren aus Valenciennes (Hennegau) stammte, verwandt u. a. mit Goethes Schwester Cornelia. Das Paar hatte vier Kinder (siehe unten).
1838 ließ er seine Ehefrau von Philipp Veit porträtieren. Dieses Porträt, nur 97 × 129 cm groß, hängt heute im Städel. Veit – zu dieser Zeit Kunstprofessor und Direktor des Städels – war häufiger Gast im Hause Bernus, ebenso wie Eduard von Steinle, Moritz von Schwind, Felix Mendelssohn Bartholdy und andere Künstler.
Für die Ausgestaltung des Kaisersaals des Römers stiftete Bernus 1843 gemeinsam mit Alexander Bernus das Gemälde des Kaisers Friedrich II., gemalt von Philipp Veit.
Die Familie Bernus-du Fay ließ sich in Soden im Taunus, Königsteiner Straße 83, einen Sommersitz im Stil einer italienischen Villa errichten. 1860 verlebte in dieser Villa Leo Tolstoi einen Sommer.

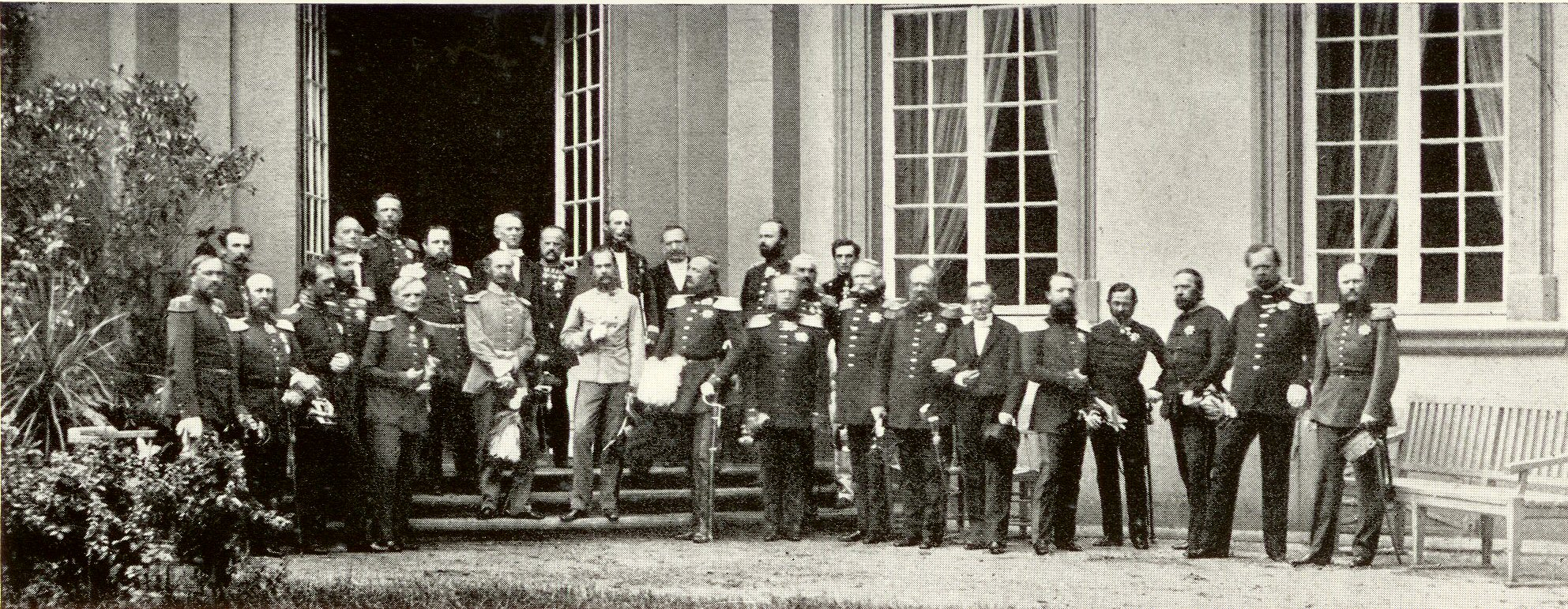
Abschlussfoto des Frankfurter Fürstentages 1863

1863 wurde Franz Alfred Jakob Bernus zum Organisator des Frankfurter Fürstentages. Als Anerkennung für den problemlosen Ablauf des letztlich ergebnislosen Fürstentages, wurde Bernus vom österreichischen Kaiser Franz Joseph I. im gleichen Jahr in den erblichen Freiherrenstand erhoben.
Als treuer Anhänger des österreichischen Kaiserhauses war von Bernus einer der Frankfurter Wortführer der Opposition gegen die Politik Bismarcks, die im Frühsommer 1866 zum Deutschen Krieg führte. Am 16. Juli 1866 okkupierten preußische Truppen der Mainarmee unter General Eduard Vogel von Falckenstein die Freie Stadt Frankfurt und erklärten den Senat für abgesetzt. Von Bernus wurde am 17. Juli verhaftet und in der Hauptwache arretiert. Die Senatoren von Bernus und Speltz wurden als Geiseln in die Festung Köln gebracht, durften jedoch am 19. Juli gegen Verpfändung ihres Ehrenworts wieder nach Frankfurt zurückkehren. Die Stadt verlor ihre Unabhängigkeit und wurde von Preußen annektiert.

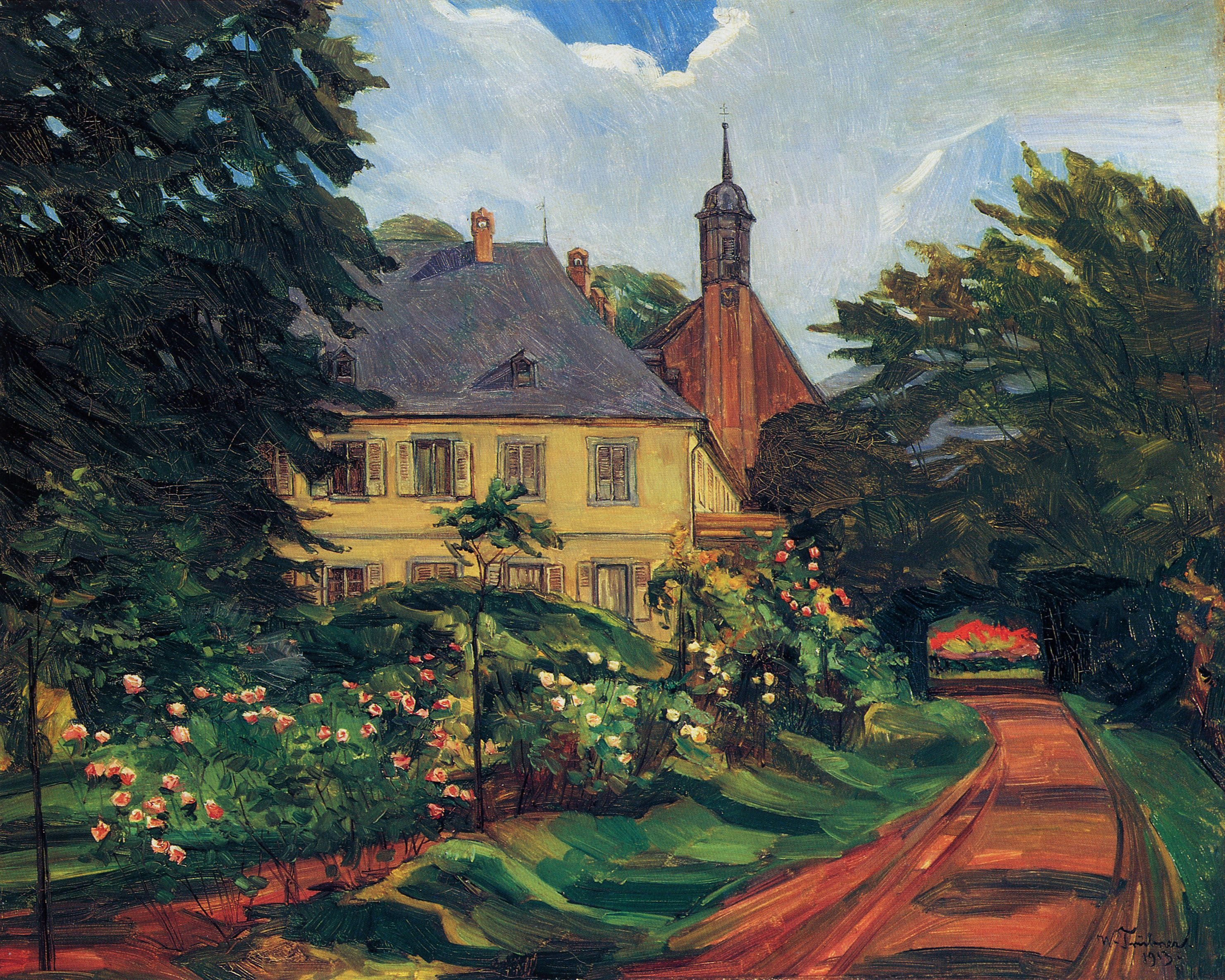
Einfahrtsweg zum Stift Neuburg, Gemälde von Wilhelm Trübner (1913)

Tief enttäuscht legte von Bernus alle Frankfurter Ehrenämter nieder und zog sich ins Privatleben zurück. Fortan ging er mit seiner Familie auf lang dauernde Reisen. Verbittert stellte er 1867 ein Gesuch um Entlassung aus dem Frankfurter Bürgerverband für sich, seine Ehefrau und die beiden Töchter. Stattdessen bat um Aufnahme in die Bürgerschaft der Gemeinde Basel-Kleinhüningen in der (Schweiz).
Längere Zeit wohnte er mit seiner Gattin Marie im Stift Neuburg bei Heidelberg, das damals Sophie Schlosser – einer Verwandten seiner Frau Marie – gehörte, die das Stift der Familie Bernus vererbte.

## Kinder
- Friedrich Alexander Freiherr von Bernus (1838–1908) und dessen Frau Helene waren kinderlos und adoptierten Alexander von Bernus (1880–1965), den Sohn seiner Schwester Johanna.
- Caroline Rebecka Marie Therese Freiin von Bernus (* 6. Juli 1843 in Frankfurt am Main; † 1918 in Ingelheim), heiratete am 10. Oktober 1859 den Juristen und Bankier Wilhelm Hermann Carl von Erlanger (1835–1909). Ihr Sohn war der Ornithologe und Afrikaforscher Carlo von Erlanger.
- Johanna Konstanze Freiin von Bernus (* 23. September 1845 in Frankfurt am Main; † 29. April 1925 in München), heiratete 1878 den königlich-bayerischen Major August Grashey.[8][9]
- Marie Sophie Nathalie Eugenie Freiin von Bernus (* 16. August 1859 in Soden; † 1925), verheiratete Münch.